# AR-15
De AR-15 is een type vuurwapenplatform, gebaseerd op of vergelijkbaar met het ontwerp van de ArmaLite AR-15, die tussen 1959 en 1964 werd geproduceerd. Dit wapen is gebaseerd op de ArmaLite AR-10, een zwaarder semiautomatisch geweer.
AR staat voor ArmaLite Rifle, hoewel vaak wordt beweerd dat het voor Assault Rifle zou staan.
In de Verenigde Staten waren anno 2023 zo'n twintig miljoen AR-15-geweren in omloop; volgens de National Rifle Association is het het populairste platform in Amerika.

## Productie
In 1956 ontwierpen Eugene Stoner en zijn assistenten Robert Fremont en Jim Sullivan voor wapenproducent ArmaLite een lichtgewicht semi-automatisch geweer, met de naam ArmaLite AR-15.  
Vanwege financiële problemen werd de licentie hiervan in 1959 verkocht aan Colt. Vanaf 1964 bracht Colt een eigen variant uit, namelijk de Colt AR-15. In 1963 had de fabrikant al een AR-15 uitgebracht voor burgerlijk gebruik.
Toen in 1977 Colts patent verliep, kwamen er ook van andere producenten AR-15-types op de markt.
In 2022 bracht de Amerikaanse wapenleverancier WEE1 Tactical een AR-15 op de markt speciaal voor kinderen, JR-15.

## Populariteit
AR-15 type geweren zijn beschikbaar in vele varianten en kalibers. Ze zijn eenvoudig te gebruiken, hebben weinig terugslag, en er zijn veel verschillende accessoires beschikbaar. Mede hierdoor is de AR-15 een populaire keuze voor vuurwapenbezitters.

## Schietpartijen
Bij verschillende aanslagen werd gebruikgemaakt van een AR-15. Dit was onder meer bij de schietpartij op Stoneman Douglas High School het geval. Op 26 oktober 2023 vond in Lewiston in de Amerikaanse staat Maine een schietpartij plaats waarbij de dader die dag met een civiele gemaakte AR-15 achttien dodelijke slachtoffers maakte.
De aanslag op presidentskandidaat Donald Trump op 13 juli 2024 werd eveneens met een AR-15 wapen gepleegd. 

## Afbeeldingen van AR-15-geweren

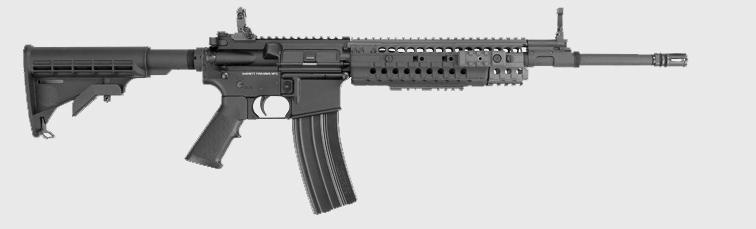
REC7 van producent Barrett
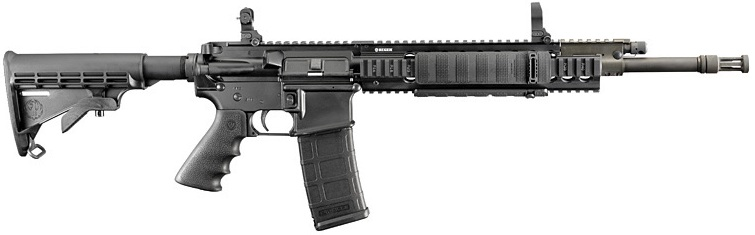
SR-556 van Ruger
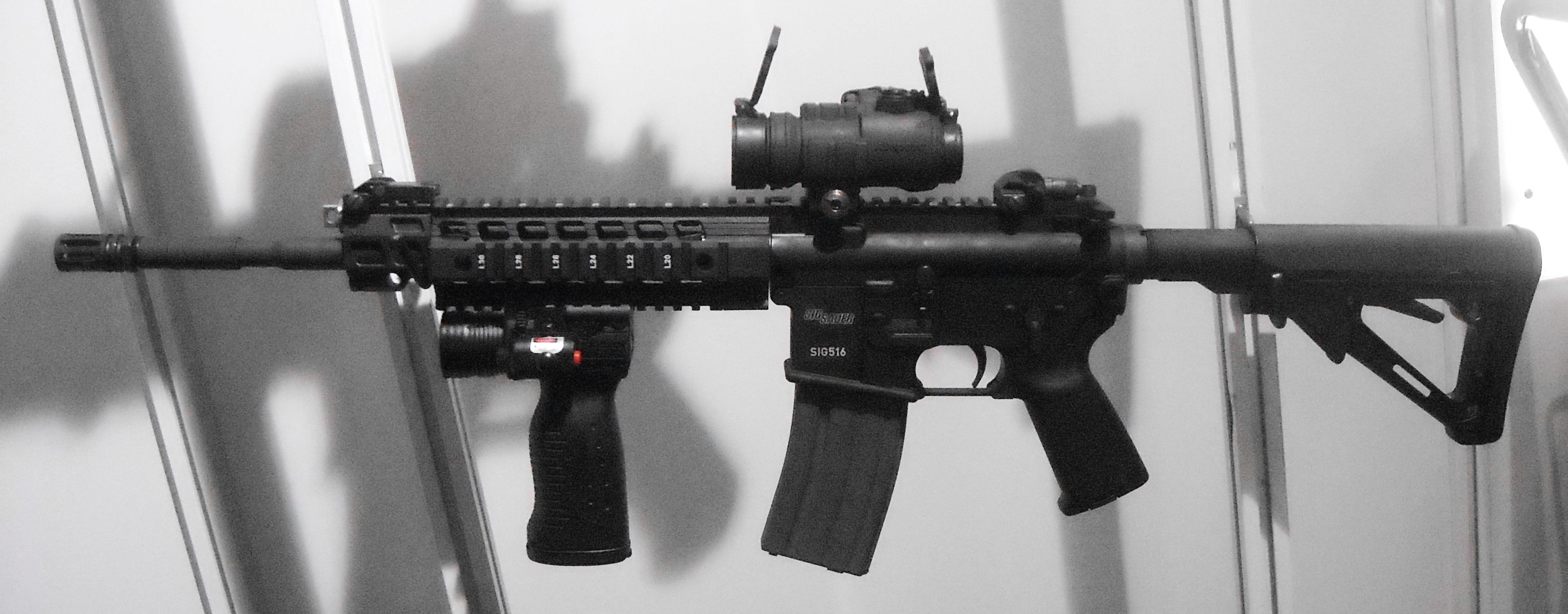
SIG516 van SIG Sauer
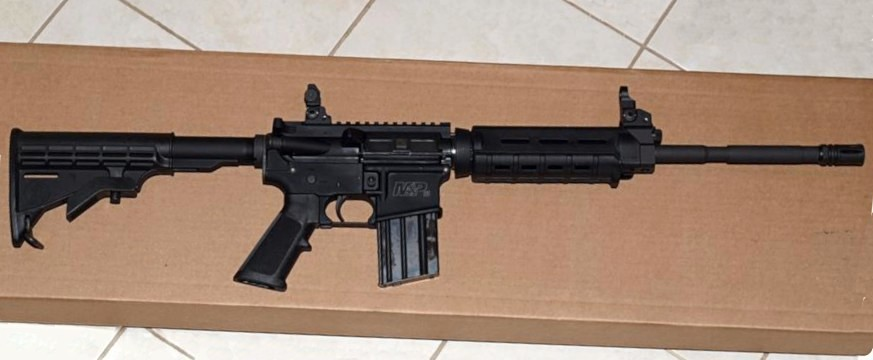
M&P15 van Smith & Wesson